# Raoul Gressier
Raoul Daniel Gressier (Calais, 19 novembre 1885 – Tahure, 6 ottobre 1915) è stato un calciatore francese, di ruolo centrocampista.

## Carriera

### Nazionale
Venne convocato dalla Nazionale francese B che partecipò ai Giochi olimpici del 1908, disputò l'unica partita giocata dalla sua Nazionale in quell'edizione.